# Monceau-le-Waast
Monceau-le-Waast és un municipi francès situat al departament de l'Aisne i a la regió dels Alts de França. L'any 2007 tenia 238 habitants.

## Demografia

### Població
El 2007 la població de fet de Monceau-le-Waast era de 238 persones. Hi havia 88 famílies de les quals 20 eren unipersonals (12 homes vivint sols i 8 dones vivint soles), 24 parelles sense fills, 36 parelles amb fills i 8 famílies monoparentals amb fills.
La població ha evolucionat segons el següent gràfic:
Habitants censats

### Habitatges
El 2007 hi havia 101 habitatges, 93 eren l'habitatge principal de la família, 1 era una segona residència i 7 estaven desocupats. Tots els 101 habitatges eren cases. Dels 93 habitatges principals, 62 estaven ocupats pels seus propietaris i 31 estaven llogats i ocupats pels llogaters; 6 tenien dues cambres, 16 en tenien tres, 35 en tenien quatre i 36 en tenien cinc o més. 66 habitatges disposaven pel capbaix d'una plaça de pàrquing. A 36 habitatges hi havia un automòbil i a 39 n'hi havia dos o més.

### Piràmide de població
La piràmide de població per edats i sexe el 2009 era:
| Homes | Edats   | Dones |
| ----- | ------- | ----- |
| 0     | 95 o +  | 0     |
| 0     | 90 a 94 | 0     |
| 0     | 85 a 89 | 0     |
| 0     | 80 a 84 | 0     |
| 4     | 75 a 79 | 0     |
| 8     | 70 a 74 | 4     |
| 16    | 65 a 69 | 4     |
| 8     | 60 a 64 | 8     |
| 0     | 55 a 59 | 4     |
| 16    | 50 a 54 | 20    |
| 16    | 45 a 49 | 4     |
| 4     | 40 a 44 | 8     |
| 4     | 35 a 39 | 8     |
| 16    | 30 a 34 | 8     |
| 8     | 25 a 29 | 16    |
| 0     | 20 a 24 | 12    |
| 4     | 15 a 19 | 8     |
| 4     | 10 a 14 | 16    |
| 4     | 5 a 9   | 8     |
| 12    | 0 a 4   | 4     |

## Economia
El 2007 la població en edat de treballar era de 148 persones, 97 eren actives i 51 eren inactives. De les 97 persones actives 86 estaven ocupades (53 homes i 33 dones) i 11 estaven aturades (6 homes i 5 dones). De les 51 persones inactives 16 estaven jubilades, 15 estaven estudiant i 20 estaven classificades com a «altres inactius».

### Ingressos
El 2009 a Monceau-le-Waast hi havia 94 unitats fiscals que integraven 229 persones, la mediana anual d'ingressos fiscals per persona era de 14.373 €.

### Activitats econòmiques
Dels 3 establiments que hi havia el 2007, 1 era d'una empresa de fabricació d'altres productes industrials, 1 d'una empresa de comerç i reparació d'automòbils i 1 d'una empresa financera.
L'any 2000 a Monceau-le-Waast hi havia 5 explotacions agrícoles que ocupaven un total de 1.110 hectàrees.

## Equipaments sanitaris i escolars
El 2009 hi havia una escola elemental integrada dins d'un grup escolar amb les comunes properes formant una escola dispersa.

## Poblacions més properes
El següent diagrama mostra les poblacions més properes.